# Efren Torres
Efren Torres, soprannominato “El alacrán”, lo Scorpione (La Palma, 29 novembre 1943 – Guadalajara, 25 febbraio 2010), è stato un pugile messicano, campione mondiale WBC dei pesi mosca tra il 1969 e il 1970.

## Carriera
Professionista dal 1961, il 19 ottobre 1963 Torres mise sorprendentemente KO al 3º round il "mostro sacro" Pascual Pérez, ormai a fine carriera. Combatté per la prima volta per il titolo mondiale WBA dei pesi mosca il 10 dicembre 1966, a Buenos Aires, in casa dell’argentino Horacio Accavallo. Accavallo gli fu superiore e mantenne il titolo ai punti con decisione unanime nonostante un'abbondante ferita infertagli dallo sfidante.
Il 28 gennaio 1968 Torres affrontò a Città del Messico il thailandese Chartchai Chionoi campione mondiale lineare dei mosca, alla sua terza difesa del titolo. Il thailandese lo atterrò al secondo round, aprendogli una ferita che insisté a colpire per il resto del match. A sua volta, Torres, al decimo round, gonfiò con un pugno l'occhio sinistro del thailandese, sino a farlo chiudere. Alla tredicesima ripresa, con i pugili e il ring macchiati di sangue, l'arbitro chiamò il medico che non poté far altro che constatare l'impossibilità di proseguire per entrambi i contendenti. A Chionoi, in vantaggio sul cartellino dell'arbitro, fu attribuita la vittoria per Kot. A Torres furono necessari quindici punti di sutura. Il match fu inserito (1996) al ventesimo posto nella classifica di Ring Magazine dei 100 più grandi combattimenti di tutti i tempi.
Il 23 febbraio 1969 Torres strappò a Chionoi il titolo mondiale lineare, ora riconosciuto anche dalla WBC nella rivincita disputata sempre a Città del Messico. Il match fu interrotto all'ottavo round perché l'occhio sinistro di Chionoi si era gonfiato in modo tale da non consentirgli di proseguire.
Il terzo incontro fu allestito il 20 marzo 1970, a Bangkok di fronte a oltre 40.000 tifosi del thailandese. Chionoi riconquistò il titolo mondiale WBC, ai punti, con decisione unanime (148-142, 147-144 e 145-141).
Torres si è ritirato dal pugilato nel 1972.